# イトーヨーカドー府中店

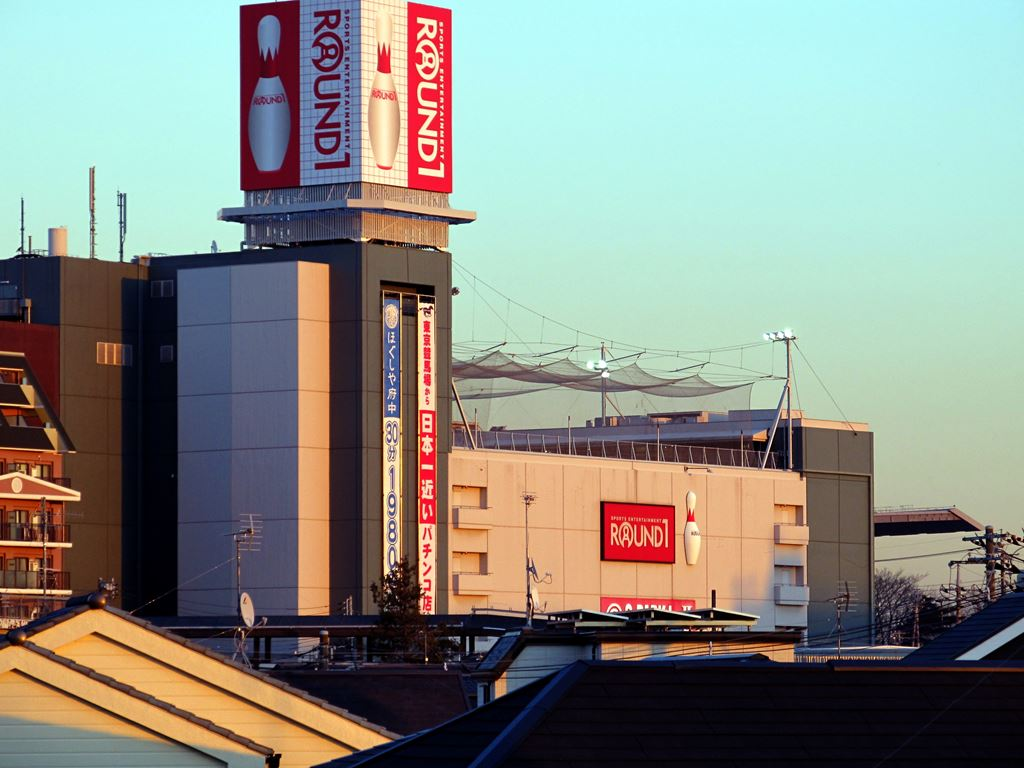
ROUND1（ラウンドワン）府中本町駅前店

イトーヨーカドー府中店（イトーヨーカドーふちゅうてん）は、かつて東京都府中市に存在した総合スーパー。セブン&アイ・ホールディングス子会社のイトーヨーカ堂が運営していた。
府中本町駅近くに立地しており、隣接地へ移転し新店舗を建設する予定だったが、渋滞対策などの交通協議が整わなかった上、予定地に府中御殿などの遺跡が発見されたため移転を断念し撤退した。

## 概要
ショッピングセンターの核店舗として出店し、専門店街には飲食店・各種販売店・病院などがテナントとして入居していた。
売場面積10,829m2、延床面積は約21,623m2。
建物は地下1階、地上5階で屋上がある。多摩地域の方言でハケと呼ばれる府中段丘（立川段丘）の崖の上に建設されたため、この崖の上と下に出入口がある。地下1階は「ベルセ 滝のある味の街」として人口の滝が作られており、ハケから湧き出る湧水を表している。イトーヨーカドーが閉店するまで客用エレベーターが設置されていない点が珍しかった。
第二次世界大戦終戦後の高度経済成長期を経て、府中市では東京都心郊外のベッドタウンとして人口が急増するとともに、他の地方自治体と同じく商工業の発展に力を入れてきた。そうして府中市が非常に大きな発展を遂げている最中の1976年（昭和51年）に開店した。府中市内の商店年間販売額は、開店4年前の1972年（昭和47年）は89,732百万円であったが、同店が開店した1976年（昭和51年）には199,639百万円と、一気に2倍以上となった。商店数や従業員数の増加と比べ物にならないほどの増加であり、当店舗を中心とした大型スーパーマーケットの影響がうかがえる。
武蔵国の総社である大國魂神社がすぐ近くにあり、この神社の例大祭であるくらやみ祭（関東三大奇祭）とハローキティちゃんとのコラボレーション商品「ご当地キティストラップ」も販売されていた。
2010年8月22日をもってイトーヨーカドー府中店は閉店した。閉店後は、駐車場や客用エレベーター設置など建物内は大きく改装され、ROUND1府中本町駅前店が出店した。同じ建物内の1階には、イトーヨーカドーと同じセブン&アイグループのセブン-イレブンが出店している。

## 土地

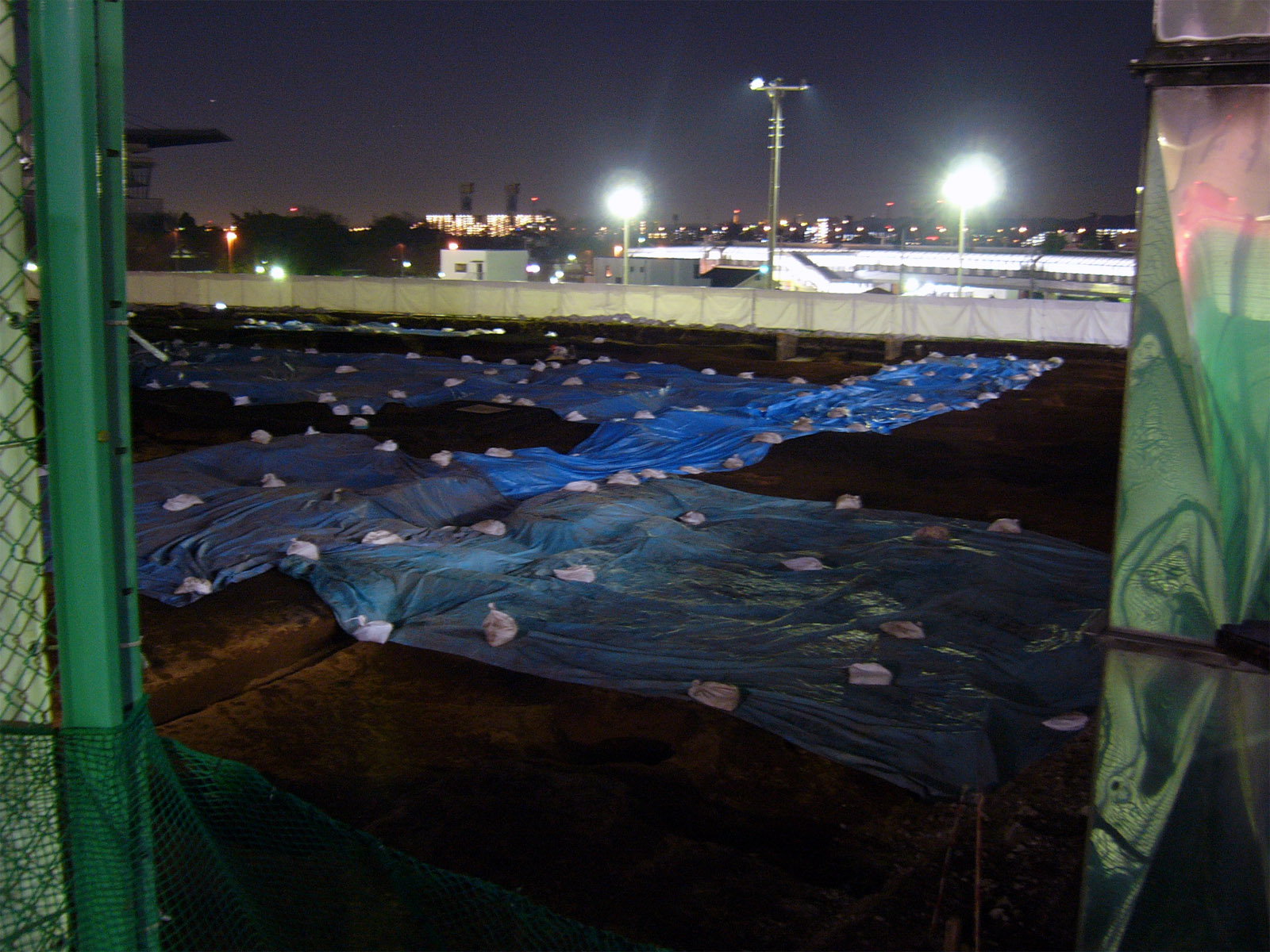
跡地の遺跡発掘現場（2009年撮影）

当地は古くから「本町」と呼ばれている非常に古い歴史を持つ地であり、当店舗の前の道は鎌倉に続く旧鎌倉街道であった。府中段丘（立川段丘）の上に位置することから、現在でも富士山が見えるような景勝地であるため、当店の立体駐車場の場所は「御殿地」と呼ばれており、1590年（天正18年）に府中御殿が建築されて江戸時代に徳川家康・徳川秀忠・豊臣秀吉が鷹狩の際に宿泊などで利用した。正保3年(1646年)に府中御殿は消失してしまった。1724年（享保9年）には畑として開墾され、そのあと工場が建った跡地に立体駐車場が建設された。その後、当店舗移設のためにこの立体駐車場を解体したが、その地から府中御殿や武蔵國造の屋敷跡などの遺跡が発掘され、貴重な発見とされている。
武蔵国の中心地である国府は当地のすぐ近くに置かれ、高札場が設置されるような中心地も当店から2つ先の信号の位置と非常に近い場所にあった。高札場から南に向かう道はかつて「相州道」であり、当店舗の場所を角として西に曲がっていた。
これら歴史的遺跡の発見に伴い、この土地を府中市が買い上げたため、イトーヨーカドーは移転を断念し、店舗を閉鎖することを決定した。

## 最寄駅
- JR東日本南武線・武蔵野線 府中本町駅徒歩1分
- 京王線府中駅・分倍河原駅徒歩10分